# Liberianische Botschaft in Berlin

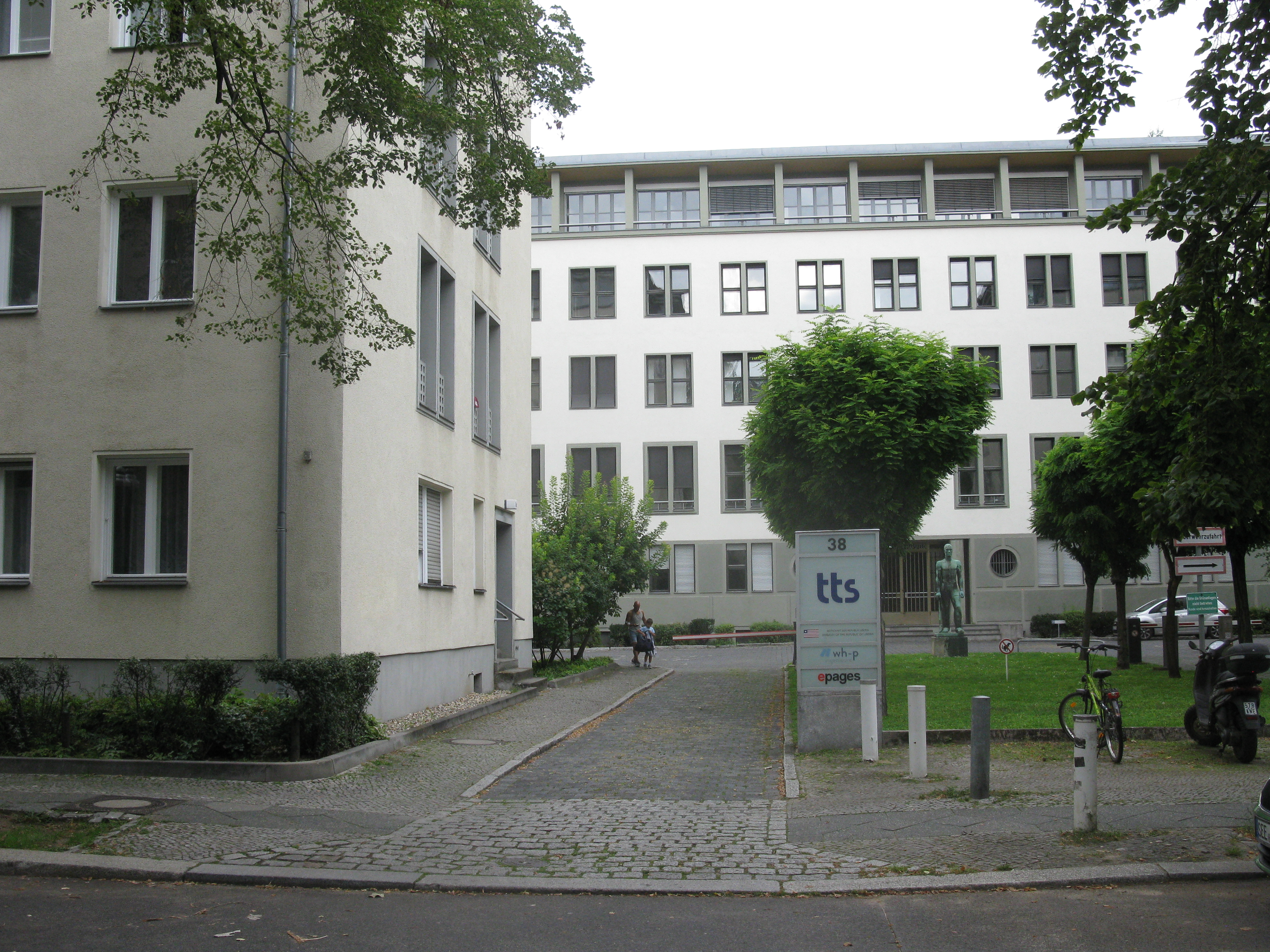
Botschaftssitz Düsseldorfer Straße 38

Die liberianische Botschaft in Berlin ist die diplomatische Vertretung Liberias in Deutschland. Das Botschaftsgebäude befindet sich in der Düsseldorfer Straße 38 im Ortsteil Wilmersdorf des Bezirks Charlottenburg-Wilmersdorf in Berlin.
Botschafterin ist seit dem 19. Juli 2018 Youngor Telewoda.
Liberia unterhält ein Honorargeneralkonsulat in Düsseldorf und Honorarkonsulate in Bremen, Leipzig und München.

## Geschichte der diplomatischen Beziehungen
Am 23. Juli 1953 nahmen Liberia und die Bundesrepublik Deutschland diplomatische Beziehungen auf. Die Botschaft befand sich in der Poppelsdorfer Allee 43 in Bonn.
Seit dem 28. September 1973 bestanden diplomatische Beziehungen zwischen Liberia und der DDR. Sie endeten mit der deutschen Wiedervereinigung im Jahr 1990. Der Botschafter Liberias in Rumänien war in der DDR zweitakkreditiert.
Aufgrund des Umzugs von Bundestag und Regierung nach Berlin verlegte auch die Botschaft Liberias ihren Sitz in die neue deutsche Hauptstadt, zunächst in die Kurfürstenstraße 84 im Ortsteil Tiergarten. Heute (Stand: 2023) befindet sie sich in der Düsseldorfer Straße 38 im Ortsteil Berlin-Wilmersdorf.

## Botschafter
- 13. Dezember 2010: Ethel Davis[6]
- 19. Juli 2018: Youngor Telewoda[7]